# Ernst von Hesse-Wartegg
Ernst von Hesse-Wartegg (* 21. Februar 1851 in bzw. um Wien; † 17. Mai 1918 in Tribschen bei Luzern) war in den Jahren 1888 bis 1918 Schweizer Konsul für Venezuela. Bekannt wurde von Hesse-Wartegg vor allem als Reiseschriftsteller.

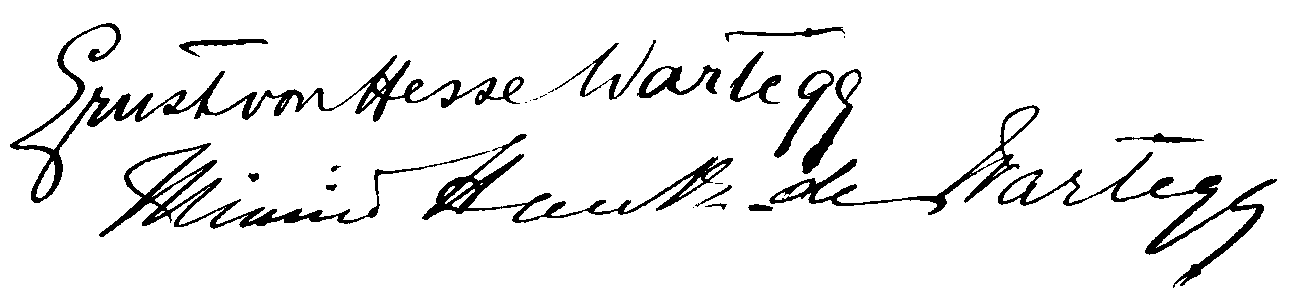
Unterschriften von Ernst v. H.-W. und Minnie Hauk-W.

## Leben
Trotz der Verbreitung und Bedeutung seiner zahlreichen Bücher sowie seiner Bekanntheit unter Zeitgenossen ist über sein Leben nur wenig bekannt. Er trat als Baron auf. Seine ersten beiden Schriften erschienen unter dem Namen Ernst A. von Hesse.
1878 heiratete Hesse-Wartegg die deutschstämmige amerikanische Opernsängerin Minnie Hauk. Er starb 1918.
Seine Herkunft ist jedoch teilweise ungeklärt. Er hatte eine uneheliche Tochter, die sich in den 1930er Jahren erfolglos bemühte, ihre Familienverhältnisse aufzuklären. Im Oktober 2012 bemühten sich unabhängig voneinander mehrere Journalisten, Historiker und Ahnenforscher, Hesse-Warteggs Biographie zu rekonstruieren (siehe Weblinks). Spätere umfassende Recherchen durch unabhängige Forscher zeigten, dass Hesse-Wartegg geborener Österreicher war, der später – durch seine Frau angeregt – die amerikanische Staatsbürgerschaft annahm.
In den 1920er Jahren kam sein Büchernachlass, darunter kostbare Reisewerke des Erzherzogs Ludwig Salvator, in die Herzogin Anna Amalia Bibliothek zu Weimar (Stiftung Weimarer Klassik).

## Forschungsreisen
Bereits 1872 bereiste Hesse-Wartegg Südeuropa und ging 1876 in die USA.
1880 ging Hesse-Wartegg nach Nordafrika, wo er in Tunis forschte. 1881 folgte eine Reise nach Ägypten und den Oberen Nil (Sudan). 1883 reiste er nach Kanada und ging dann südwärts nach Mexiko und in die Südstaaten. Kleinere Fahrten in die USA und nach Kanada folgten in den nächsten Jahren. 1887 führte ihn eine wichtige Reise nach Venezuela und die karibischen Staaten.
1892 ging es von den USA aus über Gibraltar nach Marokko und Südspanien. 1894 folgte ein längerer Aufenthalt in Ostasien: Indien, Singapur, Hongkong, China, Japan, Korea. 1898 hielt er sich wieder in China auf. Als sich Hesse-Wartegg in Thailand am Hofe Chulalongkorn aufhielt und dem König von der Schweiz erzählte, beschloss dieser auf seiner Europareise 1897 auch die Schweiz zu bereisen und sich mit Behörde Vertreter zu treffen.
Die deutschen Kolonien der Südsee bereiste Hesse-Wartegg im Jahr 1900, Indien und Ceylon im Jahr 1901, Brasilien und die Länder des Cono Sur 1910 und 1913.
Unter anderem Mark Twain und Karl May entnahmen seinen anschaulich geschriebenen Bücher zahlreiche Details für ihre eigenen Werke.

## Werke (Auswahl)
- Die Werkzeugmaschinen zur Metall- und Holzbearbeitung. Leipzig 1874
- Der unterseeische Tunnel zwischen England und Frankreich. Leipzig 1875
- Atlantische Seebäder. Wien 1878
- Prairiefahrten. Leipzig 1878
- Nord-Amerika, seine Städte und Naturwunder, sein Land und seine Leute, Leipzig 1880
  - mit Beiträgen von Udo Brachvogel, Bret Harte, Theodor Kirchhoff, Henry de Lamothe, Charles Bernard Nordhoff, Bayard Taylor u. a.
- Mississippifahrten. Leipzig 1881
- Tunis, Land und Leute. Wien 1882
  - Reprint Wuppertal 2007, ISBN 978-3-8370-0729-9
- Tunis: The Land and the People. London/Edinburgh, New York 1882
- Canada und Neufundland. Freiburg im Breisgau 1888
- Indien und seine Fürstenhöfe. Stuttgart, Berlin, Leipzig 1890
- Mexiko, Land und Leute. Wien 1890
- Tausend und ein Tag im Occident. 3 Bde. Dresden 1896
- Die Einheitszeit nach Stundenzonen. Dresden 1892
- Chicago, eine Großstadt im amerikanischen Westen. Stuttgart 1893
- Curiosa aus der Neuen Welt. Leipzig 1893
- Andalusien. Leipzig 1894
- Korea. Dresden 1895
- Japan und die Japaner
- China und Japan. Leipzig 1897 (Digitalisat in der Staatsbibliothek Berlin)
- Schan-tung und Deutsch-China. Leipzig 1897
- Siam, das Reich des weißen Elefanten. Leipzig 1899
- Samoa, Bismarck-Archipel und Neuguinea. Leipzig 1902
- Wie Carnegie seine Milliarden erwarb, in: Vossische Zeitung, 7. Juli 1907.
- Die Wunder der Welt. Stuttgart, Berlin, Leipzig 1912/1913
- Zwischen Anden und Amazonas. Stuttgart 1915
- Die Balkanstaaten und ihre Völker. Regensburg 1917